# Thu Lũm
Thu Lũm là một xã thuộc huyện Mường Tè, tỉnh Lai Châu, Việt Nam.
Thu Lũm là xã cực bắc của huyện Mường Tè, phía tây và bắc tiếp giáp với hương Bình Hà (平河) huyện Lục Xuân châu Hồng Hà tỉnh Vân Nam Trung Quốc. Với chiều dài biên giới khoảng 36,25 km, với 15 cột mốc. Phía đông bắc là hương Giả Mễ huyện Kim Bình châu Hồng Hà tỉnh Vân Nam Trung Quốc. Phía đông nam là các xã cùng huyện Mường Tè: đông là xã Tá Bạ, nam là xã Ka Lăng.
Thu Lũm có 9 bản làː Thu Lũm, Thu Lũm 2, Gò Khà, Pa Thắng, Ló Na, Koong Khà, U Ma Tù Khòng, Là Si, và Á Chè.
Cách trung tâm thị trấn huyện hơn 97 km; có diện tích tự nhiên: 11.289,1 ha, địa bàn rộng, địa lý hiểm trở, khê sâu, độ dốc lớn, đất canh tắt ít, giao thông đi lại còn gặp nhiều khó khăn.
Toàn xã có tám bản với 440 hộ, 2.343 khẩu, có 05 dân tộc cùng sinh sống. Trong đó, Hà Nhì 362 hộ, 1.932 khẩu, chiếm 81%; dân tộc Dạo 53 hộ, 265 khẩu, chiếm 12%; dân tộc La Hủ 19 hộ, 110 khẩu, chiếm 0,04%; dân tộc Kinh 04 hộ, 12 khẩu, chiếm 0,01%; dân tộc Mường 02 hộ; 04 khẩu, chiếm 0,001%.